# 포스포아미데이트

살충제인 포스티에탄은 포스포아미데이트이다.

포스포아미데이트(영어: phosphoramidate)는 NR2에 대한 OR의 치환을 통해 인산염(또는 유기인산염)과 구조적으로 관련되는 인 화합물의 부류이다. 아미도인산염(영어: amidophosphate)이라고도 한다. 포스포아미데이트는 포스포아미드산(영어: phosphoramidic acid) (O=P(OH)(NR2)2, O=P(OH)2(NR2)의 유도체이다.
포스포로다이아미데이트(또는 다이아미도포스페이트)는 2개의 OH기가 NR2로 치환되어 일반식이 O=P(OH)(NH2)2인 화학종을 생성하는 인산염이다. 3개의 OH기가 모두 치환되면 인산 트라이아마이드(O=P(NR2)3)를 생성하며, 이는 일반적으로 포스포아마이드라고 언급된다.

## 예
천연 포스포아미데이트의 2가지 예는 포스포크레아틴과 히스티딘 키네이스의 히스티딘 잔기가 인산화될 때 형성되는 포스포아미데이트이다. 포스포아미데이트의 예로는 분자생물학에서 사용되는 모르폴리노가 있다.

## 같이 보기
- 포스포아미다이트